# Yash Johar
Yash Johar (Hindi: यश जौहर, Yaś Jauhar; * 6. September 1929; † 26. Juni 2004 in Mumbai, Indien) war ein indischer Filmproduzent des Hindi-Films. Seine Filme sind für ihre exotischen Schauplätze und ihre üppige Ausstattung bekannt, enthalten jedoch auch indische Traditionen und Familienwerte.

## Leben
Yash Johar kam als Fotograf zum Film und arbeitete sich zum Produzenten hoch. Ab 1952 arbeitete er für Sunil Dutts Produktionsgesellschaft Ajanta Arts. In den 1960er und 1970er Jahren arbeitete er für Dev Anand bei Navketan Films und wirkte unter anderem an den Produktionen der Filme Guide, Jewel Thief, Prem Pujari und Haré Rama Haré Krishna mit. 1976 gründete Yash Johar Dharma Productions.
Johar starb im Alter von 74 Jahren an einer Lungeninfektion.
Sein Sohn Karan Johar gehört zu den erfolgreichsten Drehbuchschreibern und Regisseuren des Hindi-Films.